# Innovationspolitik
Die Innovationspolitik umfasst alle Instrumente, um den Prozess von der Idee innerhalb eines Unternehmens hin zu marktfähigen Produkt zu unterstützen. Dazu gehören die Förderung von Wissenschaft und Forschung, die Begleitung des Prozesses von der Innovation zur Marktreife in Form von Beratung und Öffentlichkeitsarbeit bis hin zur Unterstützung bei der Anmeldung eines Patents. Die Wirtschaft wird im Innovationsmanagement und im Clustermanagement unterstützt. Die einzelnen Staaten und andere Institutionen geben die Leitlinien in Grundlagen wie Förderprogrammen oder Innovationsstrategien vor. In diesen werden individuelle Schwerpunkte und Wirtschaftsbereiche festgelegt. Grundlage für die Feststellung des Handlungsbedarfs sind Managementmethoden wie die SWOT-Analyse. Das Ziel ist die Entwicklung neuer Produkte und damit verbunden die Stärkung der eigenen Wirtschaft. Dies wird durch zahlreiche Aktivitäten wie Kooperationen und Preisverleihungen unterstützt. Die Innovationspolitik ist ein Querschnittsbereich mit Verbindungen zu anderen Politikfeldern wie der Wirtschaftspolitik, der Umweltpolitik und der Technologiepolitik.